# The Oblong Box
The Oblong Box es una película de terror de 1969, protagonizada por Vincent Price y Christopher Lee.

## Argumento
Sir Edward Markham (Alister Williamson) es víctima de una maldición vudú que lo ha dejado espantosamente desfigurado. Se lo mantiene en cautiverio en el ático de su mansión por su hermano Julian (Vincent Price). Sir Edward se escapa y se va a vivir con un médico sin escrúpulos que contrata a ladrones de tumbas para robar los órganos para su investigación. Lleva una capa roja sobre su rostro, y mata a un buen número de gente del pueblo antes del final de la noche.

## Protagonistas
- Vincent Price: Sir Julian Markham
- Christopher Lee: Dr. J. Neuhartt
- Alister Williamson: Sir Edward Markham
- Rupert Davies: Joshua Kemp